# Tetris
Tetris (in russo Тетрис?, sincrasi di тетрамино, "tetramino", e теннис, "tennis") è un videogioco di logica e ragionamento russo inventato da Aleksej Leonidovič Pažitnov nel 1984, mentre lavorava al centro di calcolo dell'Accademia delle scienze dell'URSS di Mosca. Pažitnov ha affermato che i tetramini sono stati la sua fonte d'ispirazione.
Essendo registrato soltanto il marchio "Tetris", il gioco e molte sue varianti sono diventati disponibili praticamente per qualunque dispositivo, console e sistema operativo, fino ad alcune calcolatrici grafiche, telefonini, PDA, iPod, Set-top box e per l'editor di testo GNU Emacs; ne esiste perfino una versione "stand alone" da collegare a un televisore, le cui racchette ricordano i pezzi del Tetris.
Ha iniziato ad avere popolarità alla fine degli anni ottanta, e ulteriore diffusione derivò dall'essere venduto in bundle con la prima versione del Game Boy.
È stato dichiarato uno dei dieci videogiochi più importanti di sempre da Henry Lowood della Stanford University nel marzo 2007. Nel 2014 il gioco è stato pubblicato anche per le console Xbox One e PlayStation 4 da Ubisoft.

## Storia

### Creazione
L'interesse per i polimini nell'URSS è sorto grazie al libro di Solomon Golomb Polyminoes, edito dalla Mir nel 1975 con il titolo Polimino ("Полимино"). In particolare, i pentamini erano così popolari che dagli anni sessanta la rivista Nauka i žizn aveva una sezione permanente dedicata alla costruzione di figure con una serie di pentamini e nei negozi vendevano pentamini di plastica.

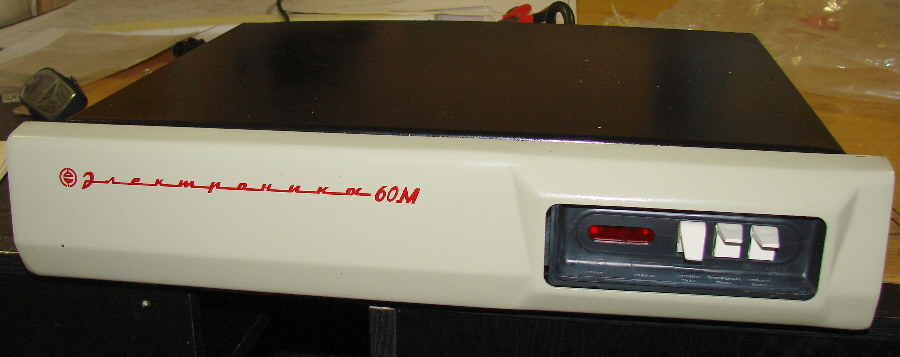
Esemplare di Ėlektronika 60M.

Presso il Centro di calcolo dell'Accademia delle scienze dell'URSS, l'informatico Aleksej Pažitnov si occupava dei problemi dell'intelligenza artificiale e del riconoscimento vocale. Nel tempo libero utilizzava un microcomputer Ėlektronika-60 per scrivere videogiochi assieme ai colleghi Dmitrij Pavlovskij e Vadim Gerasimov. Appassionato di pentamini, cercò di riprodurre il rompicapo sotto forma di videogame. Poiché l'Ė-60 aveva una scarsa potenza di calcolo e non aveva un'interfaccia grafica, Pažitnov usò 7 combinazioni di tetramini e dei simboli ASCII. Riteneva che il gioco sarebbe stato inutilmente complicato con 12 diverse combinazioni. Mostrò a Pavlovskij e Gerasimov una prima versione del gioco, temporaneamente chiamato Genetičeskaja inženerija (in russo "Генетическая инженерия"?, lett. "Ingegneria genetica"), dove il giocatore doveva muovere e impilare dei tetramini con la tastiera. Successivamente decise di farli cadere e, notando che le linee completate riempivano rapidamente lo schermo, decise che si sarebbero eliminate.
Pažitnov completò il codice il 6 giugno 1984 dopo tre settimane di lavoro. Scelse il nome Tetris, dall'unione di "tetra" ("quattro") e "tennis", il suo sport preferito. Il gioco veniva eseguito su un Ė-60 collegato a uno schermo monocromatico e alfanumerico, con i quadrati dei tetramini disegnati con due parentesi quadre "[ ]".
Conosciuto il Tetris, i colleghi di Pažitnov ne divennero rapidamente dipendenti. Il gioco si diffuse negli uffici dell'Accademia delle Scienze e nel giro di poche settimane raggiunse tutti gli istituti moscoviti dotati di computer.
Nel 1985, a seguito delle richieste di crearne una versione per MS-DOS su computer IBM PC, più diffuso e potente rispetto all'Ė-60, Pažitnov affidò al sedicenne Vadìm Geràsimov la riscrittura del gioco in Turbo Pascal. Il programma funzionava in modalità testuale e utilizzava spazi colorati per rappresentare i quadrati dei teramini. Il gioco poteva anche riconoscere automaticamente la scheda monocromatica di un IBM. Gerasimov aggiunse la grafica e una tabella dei punteggi. Tetris fu distribuito in tutta l'URSS su floppy disk tramite condivisione e copie amatoriali. Pažitnov non ci guadagnava denaro né intendeva ottenerlo.

### Diffusione all'estero
Pažitnov chiese al suo supervisore Vìktor Brjàbrin, che aveva viaggiato fuori dall'URSS, di aiutarlo a pubblicare Tetris all'estero. Propose di trasferire i diritti del gioco all'Accademia delle Scienze e ricevette da Brjabrin una remunerazione volontaria grazie a questo accordo. Nel 1986 Brjabrin inviò una copia di Tetris alla casa ungherese Novotrade, e il gioco fu diffuso su floppy disk in tutta la Repubblica Popolare Ungherese, raggiungendo anche la Polonia. Sempre in Ungheria, venne riscritto da programmatori amatoriali per Apple II e Commodore 64.

#### Mirrorsoft e Spectrum Holobyte
Durante una visita in Ungheria nel giugno 1986 Robert Stein, importatore di videogiochi per la britannica Andromeda Software, rimase colpito dal gioco e vide un potenziale commerciale. Ricevuta una risposta indifferente dall'Accademia delle Scienze dell'URSS, inviò a Pažitnov e Brjabrin un messaggio telex con la richiesta di ottenere una licenza per pubblicarlo in Occidente. I ricercatori furono interessati a stipulare un accordo via telex, ma non sapevano che il messaggio avrebbe avuto valore legale in Occidente. In seguito, Stein si recò a Mosca per parlare direttamente con Pažitnov. Quest'ultimo affermò in un'intervista:
(Aleksej Pažitnov)

Stein interpretò positivamente la risposta di Pažitnov e iniziò a cercare una software house disposta a pubblicare il gioco.

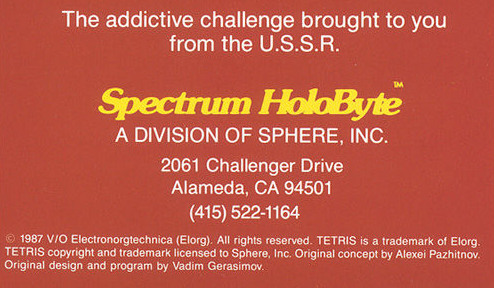
Avvertenza del copyright sul retro di una copia di Tetris, 1987.

Si rivolse agli editori durante il Consumer Electronics Show di Las Vegas del 1987. Gary Carlston, cofondatore della Brøderbund, ne recuperò una copia e la portò in California. Nonostante l'entusiasmo dei suoi dipendenti, la Brøderbund rimase scettica a causa delle origini sovietiche del gioco. Allo stesso modo, il cofondatore di Mastertronic Martin Alper dichiarò: "Nessun prodotto sovietico funzionerà mai nel mondo occidentale".
Alla fine Stein firmò due accordi: vendette i diritti europei all'editore Mirrorsoft e i diritti statunitensi a Spectrum HoloByte. Quest'ultima ottenne i diritti dopo una visita alla Mirrorsoft del presidente della Spectrum HoloByte Phil Adam, durante la quale giocò a Tetris per due ore. Nonostante Stein non avesse ancora firmato un contratto con le autorità sovietiche, vendette i diritti alle due società per 3000 sterline e una royalty del 7,5-15% sulle vendite.
Prima di rilasciare Tetris negli Stati Uniti, l'amministratore delegato di Spectrum HoloByte Gilman Louie chiese una revisione della grafica e della musica. Fu mantenuta l'estetica sovietica, con sfondi che mostravano parchi ed edifici e melodie del folklore russo. L'obiettivo dell'azienda era quello di invogliare la gente a comprare un prodotto sovietico, e il gioco era corredato da una confezione rossa e sfoggiava caratteri cirillici. La pubblicazione della versione Mirrorsoft per il PC IBM era prevista per novembre 1987, mentre quella della Spectrum HoloByte (per la stessa piattaforma) per gennaio 1988.
Tetris fu pubblicato su piattaforme Amiga, Atari ST, ZX Spectrum, Commodore 64 e Amstrad CPC. All'epoca non menzionava Pažitnov ed era accompagnato dalla scritta "Made in the United States of America, designed abroad", ovvero "Prodotto negli Stati Uniti d'America, progettato all'estero". Fu un successo commerciale in Europa e negli Stati Uniti: Mirrorsoft vendette decine di migliaia di copie in due mesi e Spectrum HoloByte vendette oltre 100.000 unità nel giro di un anno. Alla cerimonia di premiazione dell'Excellence in Software Awards della Software Publishers Association nel marzo 1988 Tetris vinse il premio come miglior software di intrattenimento, miglior gioco originale, miglior programma di strategia e miglior software per i consumatori.
Stein, tuttavia, si trovò di fronte a un problema: l'unico documento che attestava l'accordo era il telex di Pažitnov e Brjabrin, il che significava che Stein aveva venduto la licenza senza di fatto possederla. Contattò Pažitnov e gli chiese un contratto per i diritti. Iniziò le trattative via fax, offrendo il 75% delle entrate generate dalla licenza. Inoltre, ricevette un telex dalla Ėlektronorgtechnika (ĖLORG), l'azienda statale sovietica con il monopolio sul commercio di hardware e software, nel quale si affermava che i diritti non erano stati ufficialmente concessi e che il lancio del videogioco era quindi illegale. La ĖLORG accettò di concedere la licenza chiedendo l'80% dei ricavi. Stein compì diversi viaggi a Mosca e tenne lunghe discussioni con i rappresentanti dell'azienda, raggiungendo un primo accordo il 24 febbraio 1988. Il 10 maggio firmò un contratto per una licenza decennale di Tetris a livello mondiale per tutti i sistemi informatici attuali e futuri. Pažitnov e Brjabrin non erano a conoscenza del fatto che il gioco fosse già in vendita e che Stein avesse affermato di possedere i diritti prima dell'accordo. Anche se Pažitnov non avrebbe ricevuto alcuna percentuale da queste vendite, disse: "Il fatto che così tante persone si divertano con il mio gioco è sufficiente per me". In seguito Pažitnov e il Centro di calcolo strinsero un accordo formale in base al quale i diritti sarebbero appartenuti al Centro per almeno 10 anni.

#### Nintendo
Nel 1988 Spectrum HoloByte vendette i diritti per il mercato giapponese dei suoi giochi per computer e arcade a Henk Rogers di Bullet-Proof Software, mentre la Mirrorsoft vendette i suoi diritti per il Giappone a Tengen, sussidiaria di Atari Games. Tengen vendette i diritti arcade giapponesi a Sega e i diritti per console a BPS, che pubblicò versioni per console e computer giapponesi, tra cui il Famicom e l'MSX2. Alla fine quasi una dozzina di aziende dichiaravano di detenere i diritti di Tetris, con Stein che manteneva i diritti per le versioni per home computer. La sovietica ĖLORG non era ancora a conoscenza degli accordi che Stein aveva negoziato e che non le avevano fruttato nulla, nonostante Tetris fosse un successo commerciale in Nord America, Europa e Asia.

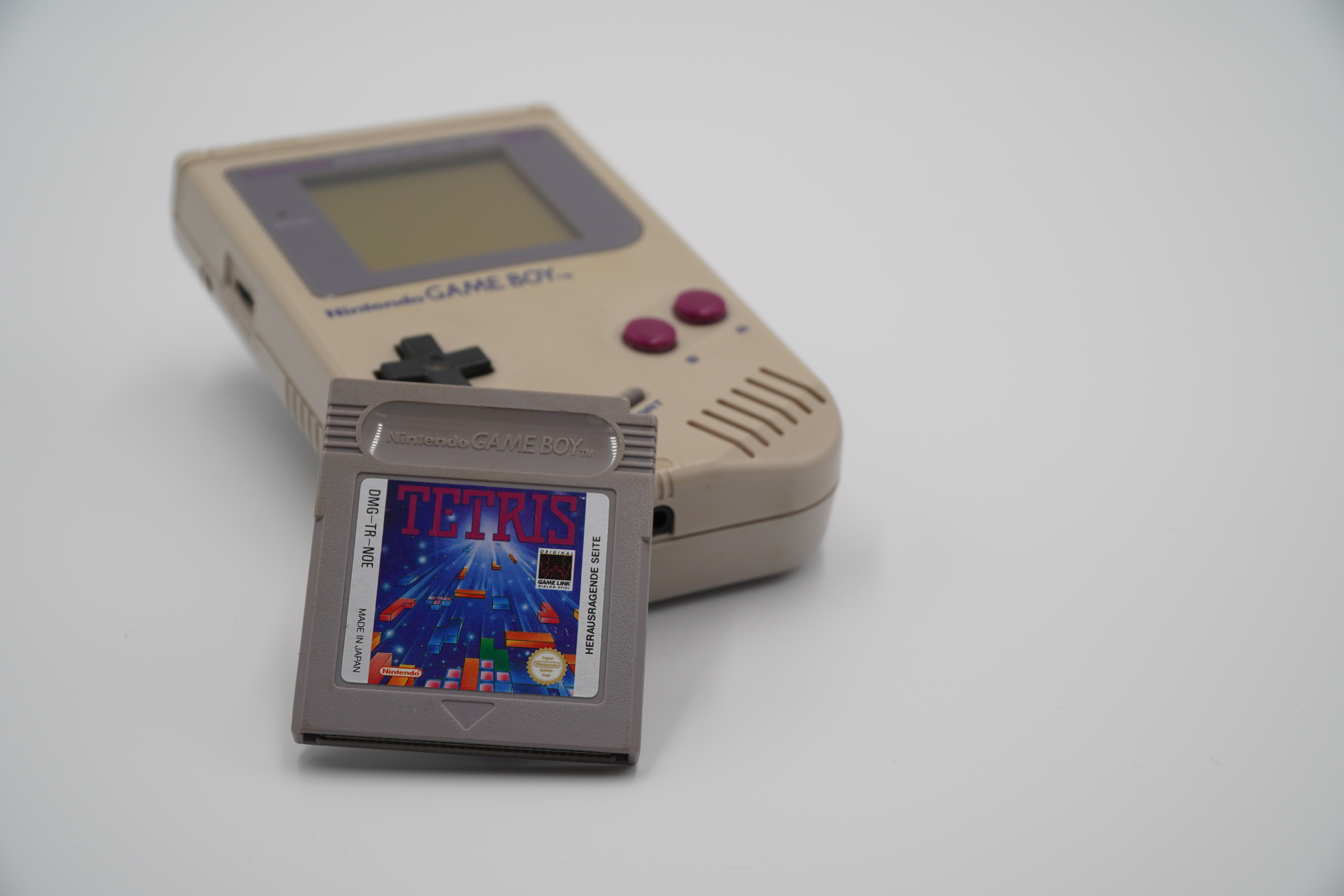
Un Game Boy e una cartuccia di Tetris.

Nel 1989 Nintendo si stava preparando al lancio della sua prima console portatile, il Game Boy. L'azienda giapponese fu attratta da Tetris per la sua semplicità e per il successo ottenuto sul Famicom. Minoru Arakawa, capo della divisione statunitense di Nintendo, esortò il presidente di Bullet-Proof Software Henk Rogers, vicino all'allora presidente di Nintendo Hiroshi Yamauchi, a negoziare i diritti per sviluppare una versione di Tetris per la console portatile. Dopo una trattativa fallita con Atari, nel novembre 1988 Rogers contattò Stein, che accettò di firmare un contratto ma spiegò che doveva consultare la ĖLORG prima di negoziare con Rogers.
Dopo aver contattato Stein più volte, Rogers cominciò a sospettare una violazione del contratto da parte di Stein e nel febbraio 1989 decise di recarsi in Unione Sovietica per negoziare i diritti direttamente con la ĖLORG. A Mosca fece amicizia con Pažitnov durante una partita di Go, e quest'ultimo decise di sostenerlo a scapito di Maxwell, che si assicurò i diritti di Tetris per Mirrorsoft. Rogers arrivò negli uffici dell'azienda sovietica senza essere invitato, mentre Stein e il manager di Mirrorsoft Kevin Maxwell fissarono un appuntamento lo stesso giorno senza consultarsi. Durante la discussione Rogers spiegò la natura della sua relazione con Spectrum Holobyte, Mirrorsoft e Tengen, la divisione di giochi per console di Atari Games, e il suo intento di ottenere i diritti di Tetris per il Game Boy. Dopo aver raggiunto rapidamente un accordo con il presidente della ĖLORG Nikolaj Belikov, Rogers gli mostrò una cartuccia del gioco. Belikov rimase sorpreso, poiché all'epoca credeva che i diritti di Tetris fossero stati sottoscritti solo per i computer. I presenti accusarono Nintendo di pubblicazione illegale, ma Rogers si difese spiegando di aver ottenuto i diritti tramite Tengen di Atari, che a sua volta aveva firmato un accordo con Stein. Belikov si rese quindi conto del complesso percorso che la licenza aveva seguito nell'arco di quattro anni a causa dei contratti di Stein, e costruì una strategia per rientrare in possesso dei diritti e ottenere migliori accordi commerciali. A quel punto ĖLORG si trovò di fronte a tre diverse società che cercavano di acquistare i diritti dello stesso gioco.
Belikov propose a Rogers di revocare i diritti a Stein e di concederli a Nintendo per le console fisse e portatili. Rogers volò negli Stati Uniti per convincere la filiale americana di Nintendo a sottoscrivere i diritti. Il contratto con la ĖLORG fu firmato da Minoru Arakawa per 500 000 dollari, più 50 centesimi per ogni cartuccia venduta. La ĖLORG inviò quindi a Stein un contratto aggiornato; una delle clausole definiva un computer come una macchina dotata di schermo e tastiera, e di conseguenza i diritti di Stein sulle versioni per console sarebbero stati revocati. Stein firmò il contratto senza prestare attenzione a questa clausola e in seguito si accorse che tutte le altre clausole del contratto, in particolare quelle sui pagamenti, erano solo un "paravento" per ingannarlo.

#### Contenzioso con Atari
All'inizio del 1989 la Atari deteneva i diritti sulle versioni arcade di Tetris, ma la Tengen, con una licenza per lo sviluppo di software per il Nintendo Entertainment System, aveva realizzato un chip speciale che permetteva di aggirare i meccanismi di sicurezza di Nintendo e di far creare cartucce per la console alle aziende non ancora licenziatarie di Nintendo. Inoltre, Tengen rilasciò la propria versione del gioco per NES, commercializzato con il nome TEТЯIS, in violazione dell'accordo.
Nel marzo 1989 Rogers tornò a Mosca, seguito da Arakawa e dal CEO statunitense di Nintendo Howard Lincoln. Alla ĖLORG fu assicurato che se l'argomento "Tetris" fosse stato oggetto di contenzioso tra Atari e Nintendo, Mosca avrebbe appoggiato quest'ultima. L'incontro si concluse con la firma di un contratto, il cui importo è stimato da varie fonti da 3 a 5 milioni $. Nintendo inviò quindi una diffida ad Atari Games per la produzione della loro versione NES di Tetris, accusandola di non averne i diritti.
Atari Games contattò Mirrorsoft, assicurando che i diritti erano ancora in suo possesso. Nintendo, tuttavia, mantenne la sua posizione. In risposta, il proprietario di Mirrorsoft Robert Maxwell fece pressioni sul segretario generale del PCUS Michail Gorbačëv affinché annullasse il contratto tra ĖLORG e Nintendo. Howard Lincoln volò ancora una volta a Mosca convinto che ĖLORG non avrebbe voluto cedere alle autorità. Nonostante le minacce a Belikov, la ĖLORG rifiutò di cedere e sottolineò i vantaggi finanziari del proprio contratto rispetto a quelli firmati con Stein e Mirrorsoft. Dalla parte di Rogers vi era Pažitnov, oltre alle generose promesse di Nintendo. Dopo 4 giorni di trattative fu firmato un accordo, e Pažitnov e Rogers lo celebrarono nell'unico ristorante giapponese di Mosca.
Nel frattempo Tengen rilasciò TEТЯIS per NES a maggio.
Il 15 giugno 1989 Nintendo e Atari Games iniziarono una battaglia legale nei tribunali di San Francisco. Atari Games cercò di dimostrare che il NES era un computer, come indicato dal suo nome giapponese "Famicom", abbreviazione di "Family Computer". In questo caso, la licenza iniziale avrebbe autorizzato Atari Games a rilasciare il gioco. L'argomentazione principale di Atari Games era che il Famicom era stato progettato per essere trasformato in un computer attraverso la sua porta di estensione. Questa argomentazione non fu accettata, e Pažitnov sottolineò che il contratto iniziale riguardava solo i computer e nessun altro tipo di macchina. Nintendo portò Belikov a testimoniare a suo favore. Il giudice Fern M. Smith dichiarò che Mirrorsoft e Spectrum HoloByte non avevano mai ricevuto un'autorizzazione esplicita per la commercializzazione su console e il 21 giugno 1989 diede ragione a Nintendo, concedendole un'ingiunzione preliminare contro Atari Games. Il giorno successivo Atari Games ritirò la sua versione NES dalla vendita, e migliaia di cartucce rimasero invendute nei magazzini della società.
Nel giugno 1989 Nintendo lanciò il Game Boy e la versione dedicata di Tetris. Realizzò alti profitti con la vendita del gioco, ma Pažitnov iniziò a ricevere le prime royalties solo nel 1996, quando la licenza originale era scaduta.
Sega aveva pianificato di rilasciare una versione di Tetris per il Mega Drive il 15 aprile 1989, ma ne annullò l'uscita mentre era in corso la battaglia legale tra Nintendo e Atari. Ne furono prodotte meno di dieci copie. Un nuovo porting della versione arcade di M2 è stato incluso nella microconsole Sega Mega Drive Mini, uscita nel settembre 2019.

### The Tetris Company
Grazie alle vicende giudiziarie della licenza di Tetris, Pažitnov si guadagnò una certa reputazione in Occidente. Venne regolarmente invitato da giornalisti ed editori, attraverso i quali scoprì che il suo gioco aveva venduto milioni di copie, dalle quali non aveva guadagnato nulla. Tuttavia, considerò Tetris "un ambasciatore elettronico della benevolenza".
Nel 1991 Pažitnov e Pochilko emigrarono negli Stati Uniti. Nell'aprile 1996, come concordato con l'Accademia delle scienze dell'ex URSS dieci anni prima e in seguito a un accordo con Rogers, i diritti di Tetris tornarono a Pažitnov. Nel giugno 1996 Pažitnov e Rogers fondarono a Las Vegas The Tetris Company (TTC) per gestire i diritti su tutte le piattaforme, essendo scaduti gli accordi precedenti. Pažitnov iniziò a ricevere una royalty per ogni gioco di Tetris e derivati venduti nel mondo.
Nel 2002 Pažitnov e Rogers fondarono la The Tetris Holding dopo l'acquisto dei diritti rimanenti da ĖLORG, privatizzata dopo la dissoluzione dell'Unione Sovietica. La Tetris Company possiede tutti i diritti sul marchio Tetris ed è responsabile soprattutto della rimozione dal mercato dei cloni senza licenza. Chiede regolarmente ad Apple e Google di rimuovere le versioni illegali dalle loro piattaforme di distribuzione digitale per dispositivi mobili. Tuttavia, la legalità dei giochi con i tetramini che non utilizzano il nome Tetris non è stata mai contestata in tribunale poiché, secondo le leggi americane, un gioco non può essere protetto da copyright ma solo brevettato, quindi la proprietà principale dell'azienda è il marchio Tetris.
Nel maggio 2010 un avvocato di TTC chiese a Google la rimozione di 35 cloni dall'Android Market, sebbene i loro nomi non assomigliassero a "Tetris". Nella causa del 2012 Tetris Holding, LLC v. Xio Interactive, Inc., Tetris Holding e Tetris Company difesero i propri diritti d'autore contro un clone per iOS. Questo stabilì una nuova posizione sulla valutazione delle violazioni dei cloni di videogiochi in base all'aspetto e alle caratteristiche.

## Modalità di gioco
I vari pezzi del Tetris si chiamano tetramini; ciascuno è composto da quattro blocchi. I tetramini cadono giù uno alla volta in uno spazio rettangolare, fino a fermarsi sul fondo o su altri blocchi già depositati. Il compito del giocatore è ruotarli e muoverli mentre cadono, in modo che quando si posano creino una riga orizzontale di blocchi senza interruzioni. Quando la riga è completa, i mattoni spariscono e i pezzi sovrastanti (se presenti) cadono negli spazi vuoti. Si viene sconfitti quando i blocchi si accumulano fino a riempire l'area di gioco.

I pezzi di Tetris: I, J, L, O, S, T, Z (i colori variano a seconda delle versioni).

Le sette possibili combinazioni in Tetris sono chiamate con le lettere dell'alfabeto che più si avvicinano alla forma del pezzo: I, T, O, L, J, S, e Z.
Le forme dei tetramini sono il risultato di tutte le possibili combinazioni che si possono ottenere disponendo 4 quadrati, ciascuno dei quali ha almeno un lato in comune con almeno uno degli altri tre quadrati.
Tutti i pezzi possono completare righe singole o doppie; I, L, e J possono completare anche righe triple e solo la I può completare quattro righe simultaneamente. Quest'ultima situazione è chiamata "un tetris".
Le caratteristiche possono variare a seconda delle regole di rotazione e di punteggio di ogni specifica versione di Tetris; per esempio, in Tetris Worlds in certe situazioni si permette a "T", "S" e "Z" di "scivolare" negli spazi vuoti, completando righe triple.

### Versione Game Boy

Tetris su Nintendo Game Boy

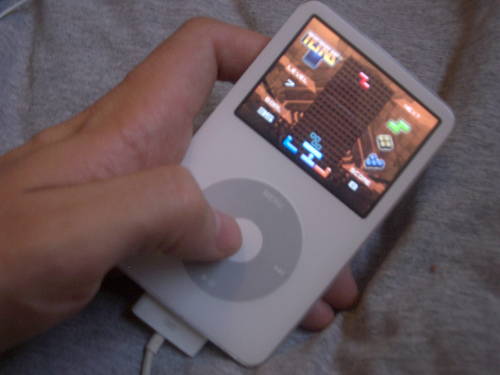
Tetris su iPod

Nella versione per Game Boy vi sono due modalità giocatore singolo:
- A-Type, in cui lo schermo inizialmente è vuoto e il giocatore sceglie da che livello di difficoltà partire. La velocità di caduta dei tetramini aumenta ogni 10 righe completate, e la partita termina quando i mattoncini raggiungono la sommità dello schermo. Lo scopo è totalizzare il maggior numero possibile di punti.
- B-Type, in cui la velocità di caduta dei mattoni è configurabile all'inizio della partita e resta costante per tutto il suo svolgimento. In più sullo schermo apparirà anche un certo numero (configurabile anch'esso con l'apposito parametro High) di righe già parzialmente riempite da quadratini sparsi, per rendere il gioco più difficile. L'utente vince la partita se riesce a completare 25 righe senza che i mattoni raggiungano la parte alta dello schermo.
- Multigiocatore: è possibile giocare insieme a un altro utente, collegando due Game Boy con un apposito cavo. I due giocatori vengono rappresentati da Mario e da suo fratello Luigi; ognuno gioca la sua partita, ma quando si riesce a far sparire in un solo colpo due, tre o quattro righe, rispettivamente una, due o quattro righe parzialmente riempite appaiono in fondo al campo di gioco dell'avversario. Perde la partita chi fa arrivare i tetramini in alto sullo schermo.

## Tetrise la matematica
Nel corso degli anni numerosi matematici si sono dedicati all'interpretazione analitica del gioco e alla definizione della sua complessità in senso matematico. Il testo più noto è Tetris is hard, even to approximate di Erik D. Demaine, Susan Hohenberger e David Liben-Nowell, pubblicato su Computer Science nel 2002.
È dimostrato che una partita di Tetris si conclude certamente con una sconfitta del giocatore (a meno che non sia prevista la vittoria per il numero di righe completate), che quindi non può giocare all'infinito, neanche se la velocità di caduta dei pezzi resta costante e il giocatore è sempre abbastanza veloce da posizionare i pezzi correttamente. Infatti esiste un N tale che una sequenza di N pezzi S e Z, alternati, rende inevitabile la sconfitta, quindi in una sequenza infinita casuale di tetramini prima o poi vi sarà un'alternanza di un determinato tipo e lunghezza, che rende certa la sconfitta del giocatore.

## Sottofondi musicali
Le versioni classiche di Tetris hanno quasi sempre accompagnato il gioco con almeno una base musicale tipica russa, fosse una canzone popolare come Kalinka (BPS, Tengen) e Korobeiniki (Game Boy, in cui è la musica di default), o un brano classico come la Danza della fata confetto di Čajkovskij (Nintendo Entertainment System). Altro tema è una versione del minuetto in Si minore dalla Suite francese n. 3 di Johann Sebastian Bach.

## Accoglienza
Tetris è uno dei videogiochi più celebri di tutti i tempi; la sua diffusione in innumerevoli varianti per praticamente ogni tipo di piattaforma continua da decenni.
La versione per Game Boy fu una delle più fortunate; il gioco era particolarmente adatto a quella console portatile, e Game Boy fornito con Tetris in dotazione vendette più di 30 milioni di unità.
Perfino le versioni per Commodore 64 e ZX Spectrum, nonostante le conversioni ufficiali di Tetris per macchine a 8 bit non fossero tecnicamente molto buone, furono acclamate quasi all'unanimità dalla critica.
Anche in tempi più recenti, ad esempio, la rivista Play Generation diede alla versione per PlayStation 3 un punteggio di 87/100, trovando che lo stile del gioco continuava a funzionare alla grande mentre erano graditissime le aggiunte alla componente online.
Nel dicembre 2023, il tredicenne statunitense Willis Gibson, noto online come "Blue Scuti", è diventato il primo essere umano a raggiungere il livello 157 nella versione NES del gioco, provocando un crash tecnico e completando simbolicamente Tetris. L'impresa, considerata impossibile fino ad allora senza l’uso di assistenza da parte di software o intelligenze artificiali, ha ricevuto ampia copertura mediatica internazionale e ha contribuito a rinnovare l’interesse culturale verso il titolo.

## Serie
Elenco dei principali titoli con licenza ufficiale o comunque legati agli stessi produttori di Tetris; alcuni dei primi furono anch'essi progettati da Aleksej Pažitnov.
- Tetris (1984)
- Welltris (1989)
- Faces o Faces ...tris III (1990)
- Hatris (1990)
- Super Tetris (1991)
- Wordtris (1991)
- Super Tetris 2 (1992)
- Tetris Classic (1992)
- Tetris 2 (1993)
- Super Tetris 3 (1994)
- Tetris Blast (1996)
- Tetris Attack (1996)
- Tetris Plus (1996)
- Tetrisphere (1997)
- Tetris 64 (1998)
- Tetris 4D (1998)
- Tetris DX (1998)
- Magical Tetris Challenge (2000)
- The Next Tetris (1999)
- The New Tetris (1999)
- Tetris Worlds (2001)
- Tetris Elements (2004)
- Tetris DS (2006)
- Tetris Splash (2007)
- Tetris Evolution (2007)
- Tetris Party (2008)
- Tetris Revolution (2009)
- Tetris: Axis (2011)
- Puyo Puyo Tetris (2014)
- Tetris Ultimate (2014)
- Tetris Effect (2018)
- Tetris 99 (2019)
- Puyo Puyo Tetris 2 (2020)

## Nei media
Tetris è apparso nel cortometraggio animato Pixels del 2010 e nell'omonimo film del 2015 ispirato ad esso.
Nel 2014 Threshold Entertainment aveva annunciato di aver collaborato con la Tetris Company per sviluppare Tetris - The Movie, un adattamento cinematografico del gioco. Il CEO di Threshold aveva descritto il film come un'epica avventura fantascientifica che sarebbe stata la prima parte di una trilogia. Nel 2016 un comunicato stampa ha riportato che il film sarebbe stato girato in Cina nel 2017 con un budget di 80 milioni di dollari. Tuttavia, dal 2017 nessuna fonte ha confermato o smentito che il film sia mai entrato effettivamente in produzione.
Nel 2020 è stato annunciato un film intitolato Tetris, incentrato sulla battaglia legale sul gioco avvenuta alla fine degli anni Ottanta, dove Taron Egerton interpreta l'imprenditore Henk Rogers. Il film è stato distribuito su Apple TV+ il 31 marzo 2023.